# Capromyinae

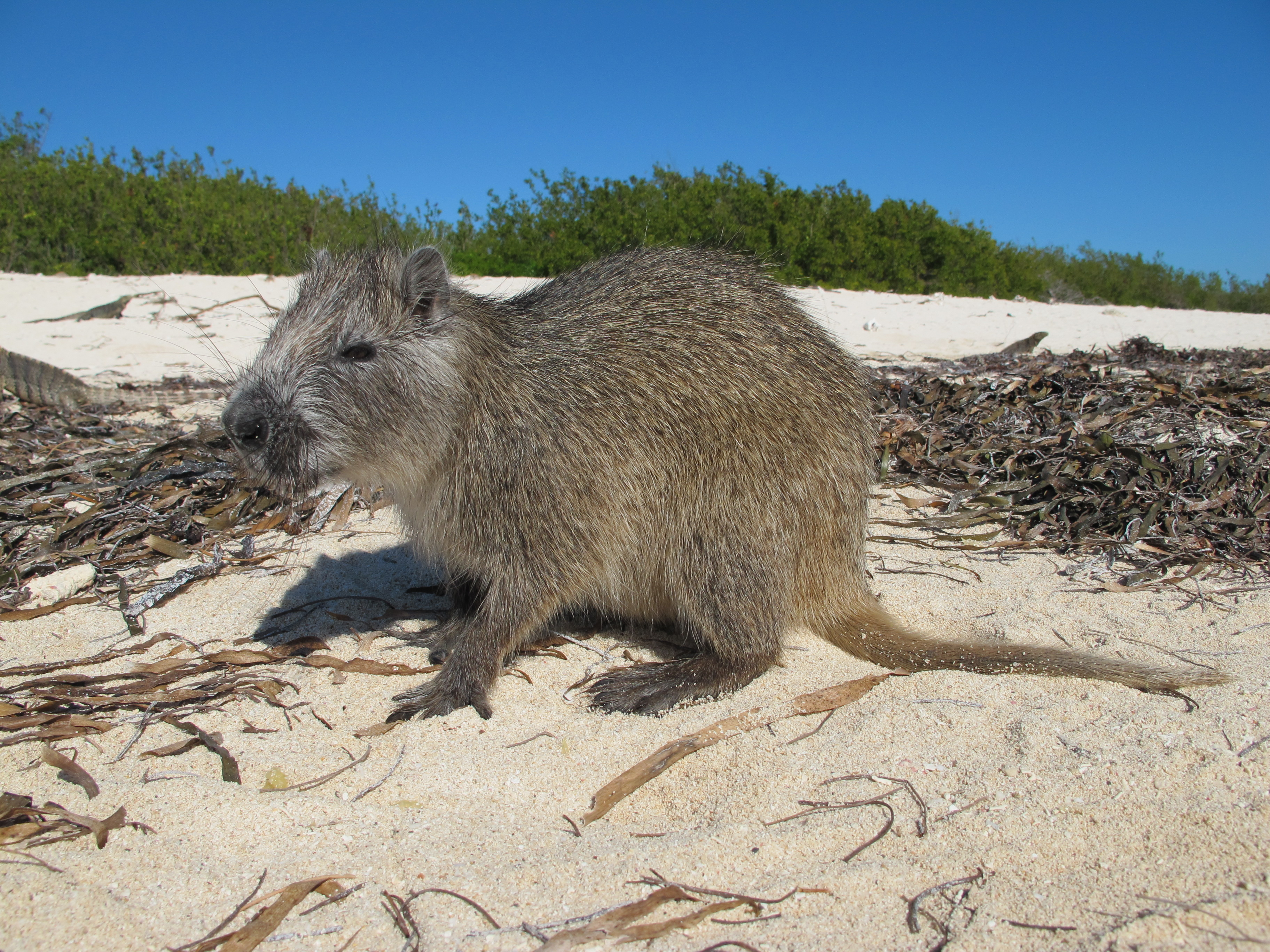
Jutía en Jardines de la Reina.

Los caprominos (Capromyinae) son una subfamilia de roedores de la familia Echimyidae conocidos vulgarmente como jutías que habitan el Caribe. Son parecidos a los Cavia. Se conocen 20 especies y la mitad están en riesgo de extinción.

## Características
Recuerdan a los coipos o nutrias en varios aspectos y las especies más grandes alcanzan varios kilogramos de peso. Tienen cola, desde vestigial a prensil. Tienen el cuerpo robusto y cabezas grandes. Son cazados por su carne en Cuba, donde suelen cocerse en grandes cacerolas con avellanas silvestres y miel. Sin embargo su consumo es desaconsejable debido a que muchas especies de jutía son carroñeras, y se alimentan de cadáveres de pájaros, ratas, ratones y otros animales, además de basura y otros alimentos repugnantes. La ingesta de su carne implica la posibilidad de infectarse con las bacterias de estos animales, ya que incluso algunas especies se alimentan de heces o se comen a sus crías. Una especie de jutía está referenciada en la Base Naval de Guantánamo como "Banana rat" por los militares estacionados allí.

## Clasificación
Se reconocen las siguientes especies:
Tribu Capromyini Smith, 1842
- Género Capromys
  - Capromys pilorides - Jutía conga
- Género Geocapromys
  - Geocapromys brownii
  - Geocapromys ingrahami - Jutía de Bahamas
  - Geocapromys thoracatus †
- Género Mesocapromys
  - Mesocapromys angelcabrerai
  - Mesocapromys auritus - Jutía rata
  - Mesocapromys nanus - Jutía enana
  - Mesocapromys sanfelipensis - jutía de la tierra
- Género Mysateles
  - Mysateles melanurus[3] - Jutía andaraz
  - Mysateles garridoi - Jutía de Garrido (Esta especie no aparece en la lista de especies autóctonas porque está considerada un taxón de dudosa identidad (species inquerenda) en el reciente estudio de Silva et al. (2007).[cita requerida])
  - Mysateles prehensilis - Jutía carabalí

Tribu Hexolobodontini † Woods, 1989
- Género Hexolobodon †
  - Hexolobodon phenax †

Tribu Isolobodontini Woods, 1989
- Género Isolobodon
  - Isolobodon montanus †
  - Isolobodon portoricensis†[4]

Tribu Plagiodontini Ellerman, 1940
- Género Plagiodontia
  - Plagiodontia ipnaeum† - Jutía de Samana
  - Plagiodontia aedium -  Jutía de La Española

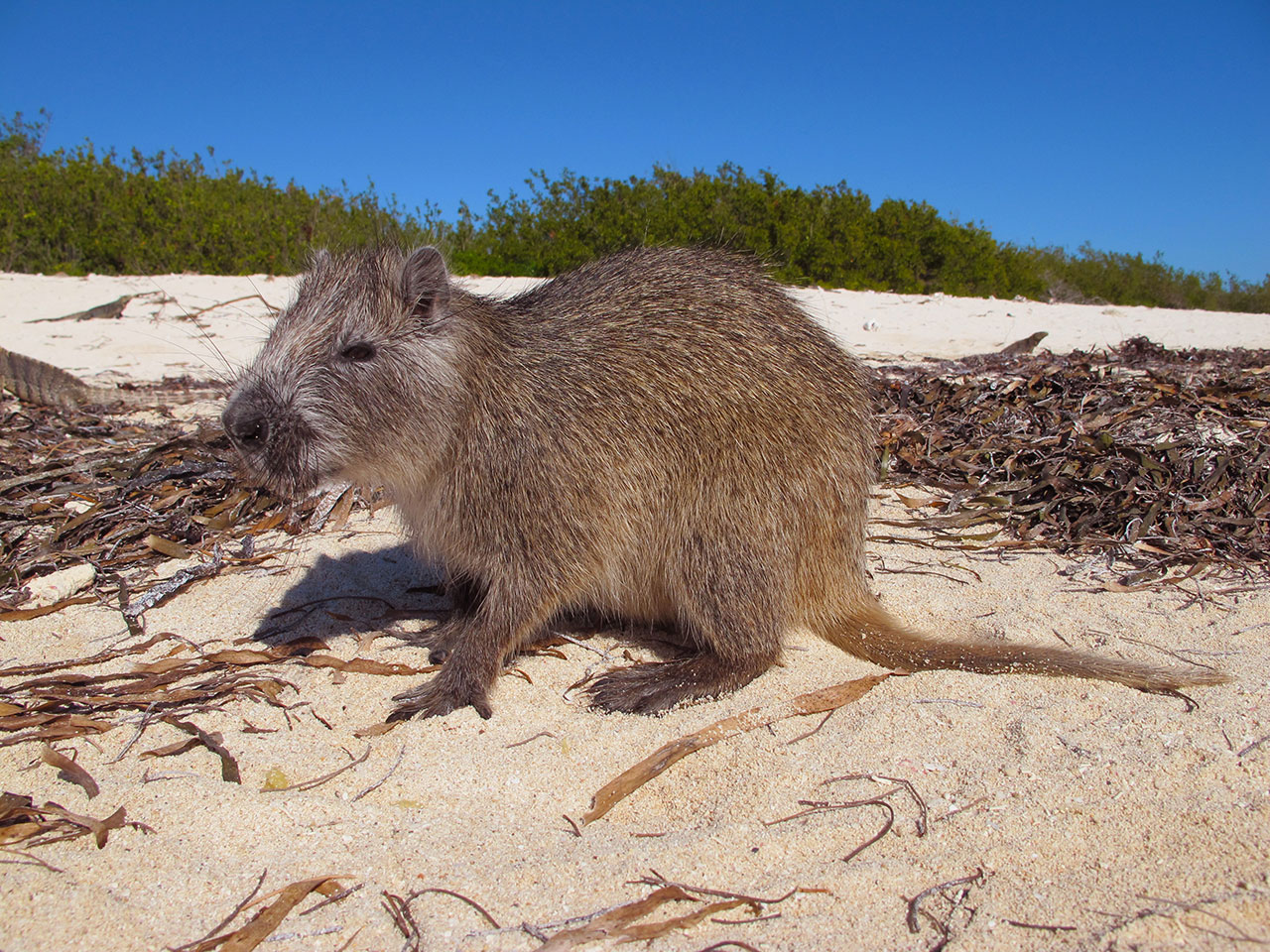
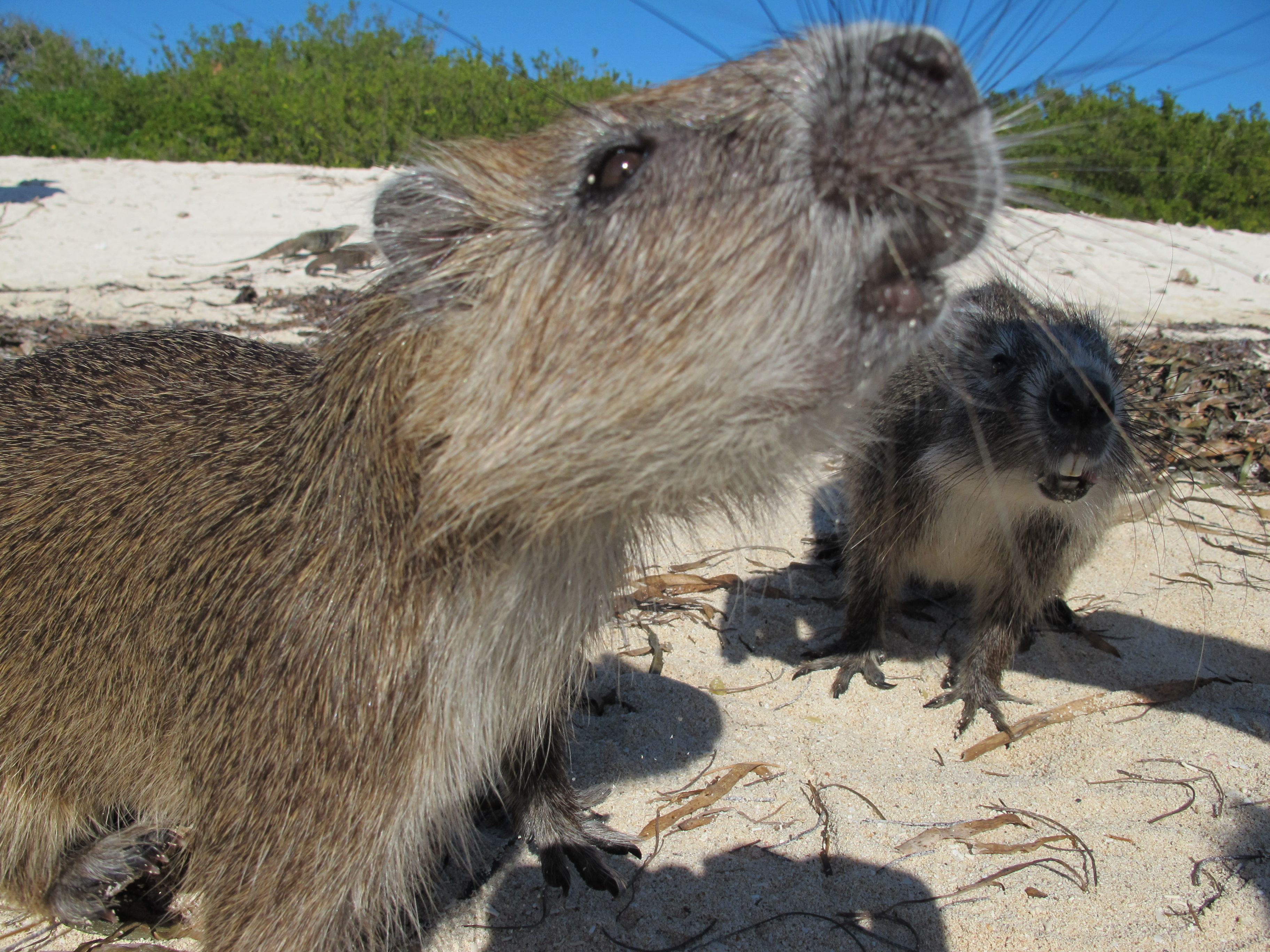

  - Plagiodontia araeum†
- Género Rhizoplagiodontia†
  - Rhizoplagiodontia lemkei†